# 1年計画目標
1年計画目標（いちねんけいかくもくひょう）は、森ゆきえ作のギャグ漫画。
『りぼん』1996年秋のびっくり大増刊号及び『めだかの学校』1巻に収録。

## あらすじ
みんな、個人で1年間の目標を決めて、なかよし君達は変な目標を立てている。

## 登場人物
なかよしくん（なかよしくん）
目標は1年間しゃべらないようにすると決めている。
リョウ君（りょうくん）
みんなの行動にツッコミをして顔色を悪くする。後になって習字五級を目標に決めた。
ムー子さん（むーこさん）
なかよし君と仲良い。
チャムチャム君（ちゃむちゃむくん）
顔だけクマの着ぐるみをかぶっているのが目標。
あつを君（あつをくん）
自分の額に渦巻きの落書きをし親友とするのが目標。